# Ludvig Lorenz
Ludvig Valentin Lorenz (Helsingør, 1829. január 18. – Frederiksberg, 1891. június 9.) dán matematikus és fizikus.

## Élete
Lorenz Helsingør-ben született. Általános iskoláit is itt végezte el. Tanulmányait a koppenhágai Műszaki Egyetemen folytatta. 1876-ban professzor lett a koppenhágai Katonai Akadémián. 1887-től kutatásait a Carlsberg Alapítvány támogatta.

## Munkássága
Munkásságának gerincét az optika jelentette.
- 1860–1861: a fény elasztikus elmélete,
- 1862–1864: fenomenológikus hullám egyenlet
- 1869: Lorenz-Lorentz fénytörés elmélet
- 1890: Síkhullámok szórási elmélete[4]

Kidolgozott egy matematikai leírást, mely leírja az összefüggést a fénytörés és az átlátszó anyagok között.
A  κ/σ arány értékét Ludvig Lorenz fedezte fel 1872-ben, mely része a Wiedemann–Franz-törvénynek és ezért Wiedemann–Franz–Lorenz törvénynek is szokták hívni.
A fényterjedés matematikai leírásával is foglalkozott.
1869-ben Lorenz publikálta a törési index és a közeg sűrűsége közötti összefüggés matematikai leírását, melyet Hendrik Lorentz is felfedezett Lorenztől függetlenül, ezért ezt az összefüggést Wiedemann–Franz-törvénynek hívják.
A fénnyel kapcsolatos elektromágneses elméleti munkásságának eredménye a Lorenz-féle mérték feltétel.
Elméletéből levezette a fény sebességét.
1890-ben kidolgozta a fénytörés elméletét, amelyet dán nyelven publikált, majd 1898-ban francia nyelven is publikálta. Később, 1908-ban Gustav Mie tőle függetlenül szintén felfedezte az összefüggéseket, ezért azt Lorenz–Mie elméletnek szokták hívni.